# Mongolisches Reich
Das Mongolische Reich war das im 13. und 14. Jahrhundert von den vereinigten mongolischen Volksstämmen eroberte Territorium in Asien und Osteuropa und auf seinem Höhepunkt der größte zusammenhängende Herrschaftsbereich der Weltgeschichte. Der Begriff „Mongolen“ bezeichnet hier die ursprünglichen mongolischen Volksstämme, die damals auf dem heutigen Gebiet der Mongolei ansässig waren, eines auf einer Hochebene gelegenen Landes nördlich der heutigen Volksrepublik China. Trotz ihrer geringen Zahl (um 1200 etwa 200.000) spielten die Mongolen eine bedeutende Rolle in der Weltgeschichte.

Die Mongolen-Reiche unter Dschingis Khan (ab 1206 bis 1227) und seinen Erben:
Mongolisches Reich
Ab 1260:
Gebiet der Goldenen Horde (Süd-Russland)
Tschagatai-Khanat (Zentralasien)
Bereich der Ilchane (Persien)
Reich der Yuan-Dynastie (China)

## Charakter des Reiches

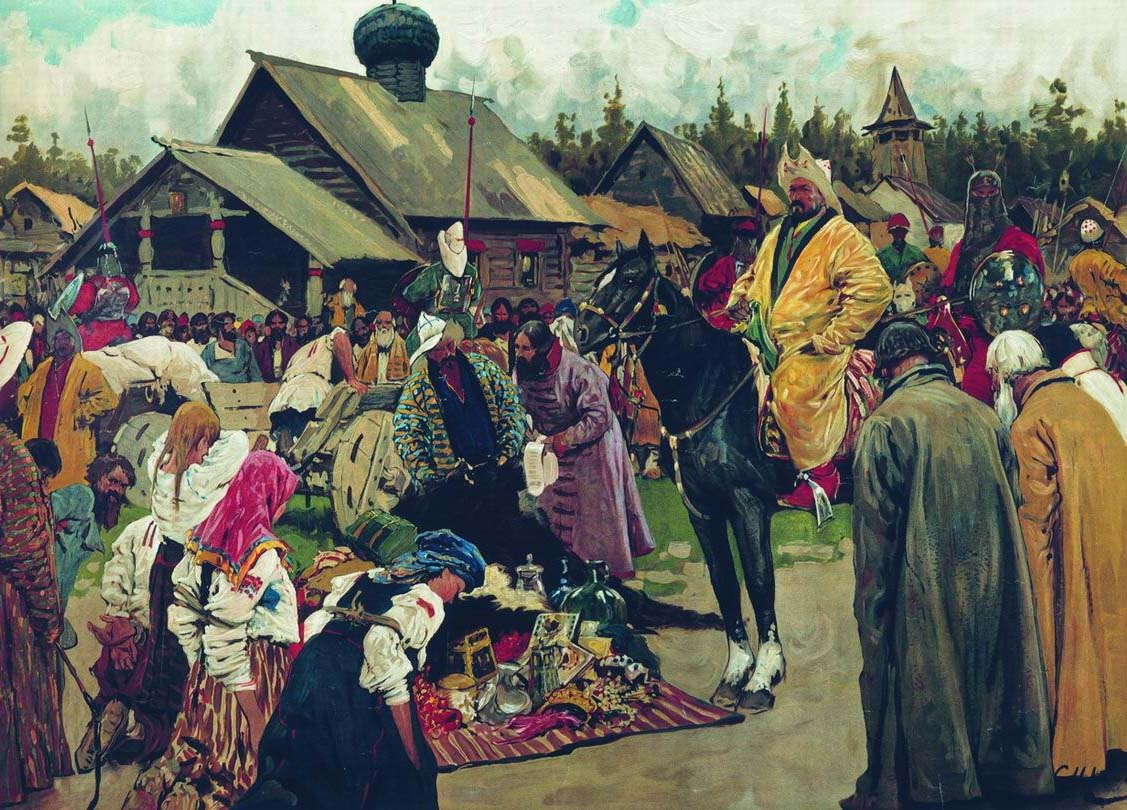
Ein Statthalter (darughachi) der Goldenen Horde im 13. Jahrhundert in einer russischen Stadt. Historisierende Darstellung von 1902.

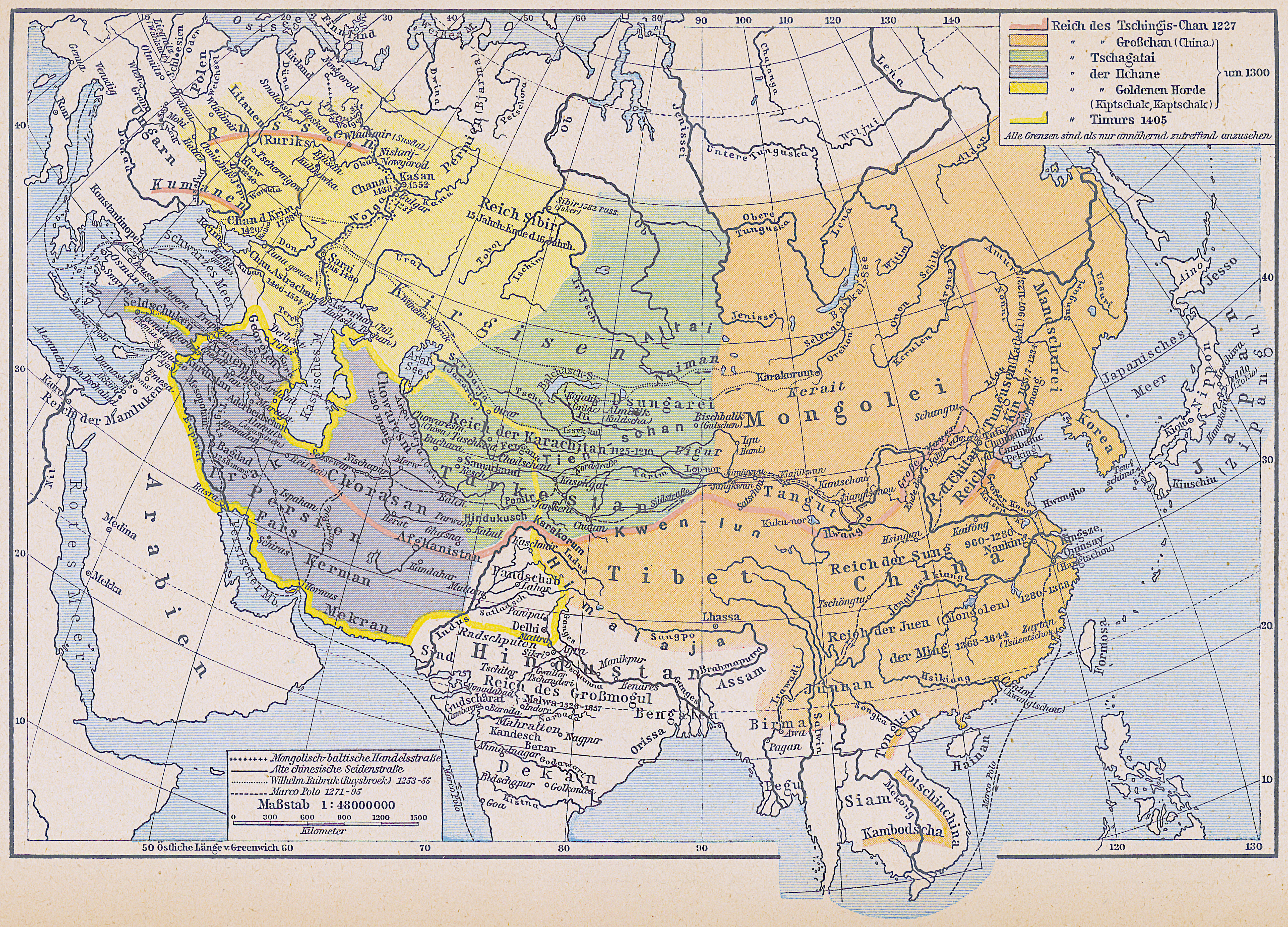
Weltreich der Mongolen

Unter dem Begriff Mongolisches Reich wird sowohl das von Dschingis Khan begründete und von seinen Nachfahren Ögedei Khan, Güyük Khan und Möngke Khan regierte Steppenreich (1190 bis 1260) wie auch die Gemeinschaft der vier Nachfolgereiche Tschagatai-Khanat (bis 1565), Ilchanat (bis 1507), Goldene Horde (bis 1502) und Yuan-Dynastie (bis 1387, in China aber nur bis 1368) verstanden. Das Mongolische Reich kannte auch nach 1260 noch die Institution des Großkhans, allerdings wurde der jeweilige Großkhan nach Möngke Khan nicht mehr von allen mongolischen Khanaten vollständig anerkannt, sondern sie agierten teilweise wie selbständige Reiche.
Der letzte Großkhan, der alle mongolischen Teilreiche beherrschte, war Timur Khan (bis 1307). Danach kam es zwar wiederholt zu Tributzahlungen der anderen Khane an den jeweiligen Großkhan, insbesondere an Toqa Timur (bis 1332), der während seiner Regentschaft nachweislich 14 Mal solche Tributzahlungen der anderen Teilreiche erhielt, darunter z. B. auch russische Sklaven. In einem Bericht an Papst Johannes XXII. wird sogar von jährlichen Tributzahlungen an Toqa Timur berichtet. Ähnliche Gesten der Unterwerfung und Verbundenheit waren z. B. Vermählungen zwischen Prinzen der Yuan-Dynastie einerseits und solchen der Goldenen Horde beziehungsweise des Ilkhanates andererseits. Allerdings wurden die politischen Geschicke des Mongolischen Reiches nach Timur Khan weitgehend dezentral gelenkt. Insbesondere unterstützten sich die Khane gegenseitig – beziehungsweise ihren Großkhan – nur mehr bedingt bei militärischen Aktionen; oft wurden nur symbolisch Soldaten entsandt. Insofern war das Mongolische Reich ab 1307 die meiste Zeit über eher ein dem Heiligen Römischen Reich ähnlicher Staatenbund unter mehr formeller denn tatsächlicher Leitung durch den Großkhan als ein einheitlicher Staat im modernen Sinn.
Trotz mangelhafter politischer Einheit war der Zusammenhalt innerhalb des Mongolischen Reiches auch nach 1307 noch deutlich erkennbar. Er manifestierte sich unter anderem im in der Jassa kodifizierten Recht, im Post- und Kommunikationssystem (Örtöö und Païza) und im gemeinsamen Kunst- und Kulturgut wie insbesondere Schrift und Sprache. Damit ist die Einheit des Mongolischen Reiches durchaus mit jener anderer großer Reiche des Spätmittelalters und der frühen Neuzeit vergleichbar.
Die Herrschaft über die insbesondere in der Peripherie zahlreichen Vasallenstaaten des Mongolischen Reiches wurde oft durch ein System von Tributzahlungen, Geiseln und Strafexpeditionen ausgeübt. So wurden etwa nach der Eroberung oft die wehrfähigen Männer in das mongolische Heer eingegliedert. Native Herrscher wurden belassen oder neu eingesetzt, ausgewählte Familienangehörige jedoch als Geiseln genommen. Zusätzlich wurde in der Regel ein Statthalter eingesetzt (darughachi auf Russisch, داروغه darougheh auf Persisch, basqaq auf Türkisch), der entweder vor Ort verblieb oder jährlich wiederkehrte. Er stellte die Ablieferung des Tributs an den jeweiligen Khan sicher und gewährleistete, dass der Vasallenstaat keine Politik verfolgte, die jener des Mongolischen Reiches entgegenstand. Stieß dem Statthalter etwas zu oder berichtete er dem Khan von Ungehorsam, wurden die zuvor genommenen Geiseln umgebracht und Strafexpeditionen gegen den Vasallenstaat unternommen. Danach wurde der Vorgang meist wiederholt.

## Geschichte

### Ursprünge

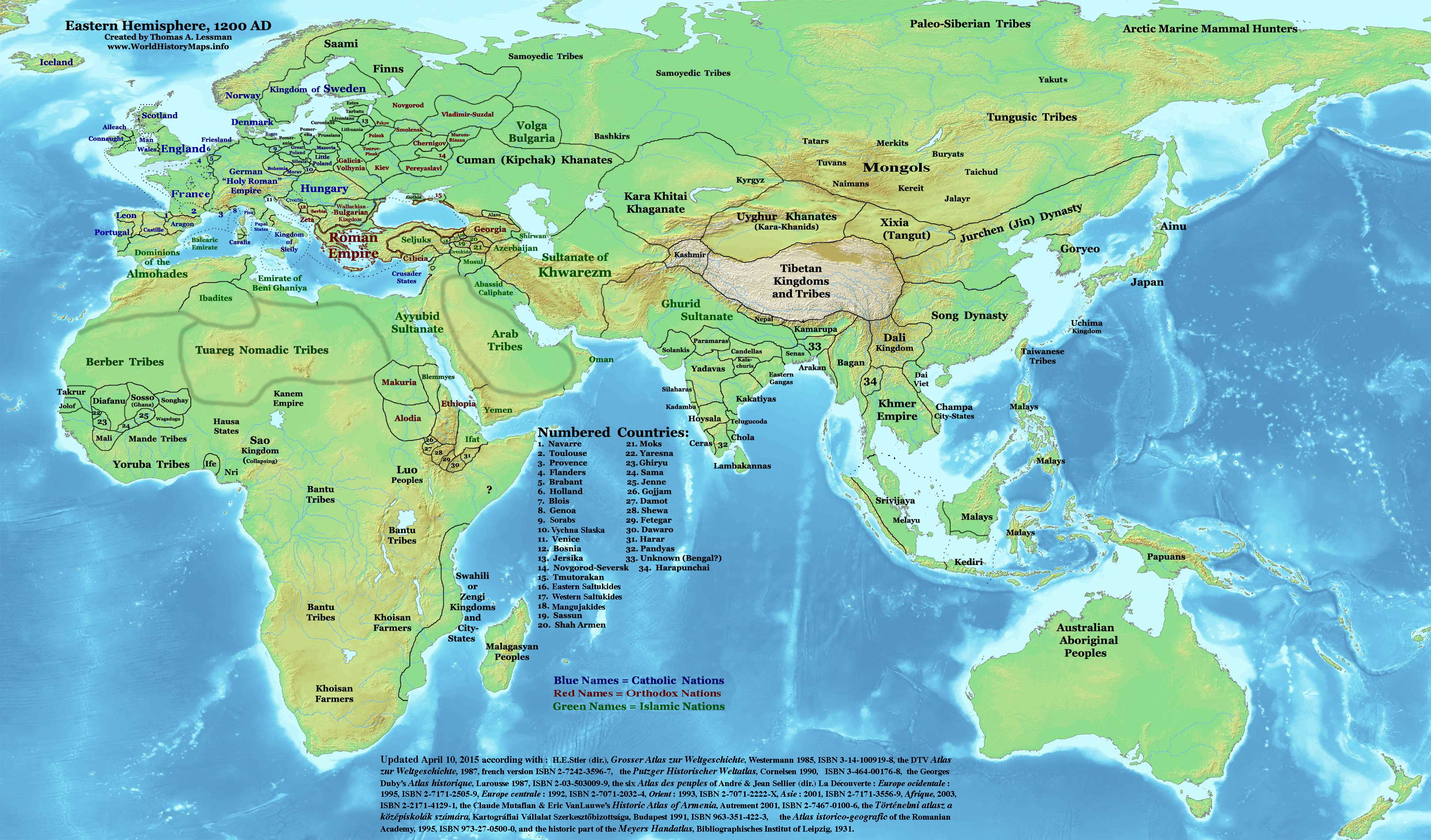
Eurasien vor Beginn der mongolischen Eroberungen, um 1200

Die riesigen Steppengebiete der Mongolei sowie die angrenzenden Gebiete Nordchinas, Südrusslands und Ostkasachstans wurden im Mittelalter von nomadischen Gruppen beherrscht, welche sich aufgrund einer Lebensweise in Clans nicht immer leicht klassifizieren und voneinander unterscheiden lassen; linguistisch lassen sich diese Gruppen in drei Kategorien teilen: jene, die eine Turksprache, Mongolisch oder eine tungusische Sprache sprechen.
Zu einem großen Teil auf den unterschiedlichen Sprachen aufbauend werden für die Jahrzehnte vor Dschingis Khan fünf Ethnien als die mongolischen Steppengebiete dominierend identifiziert: Naimanen, Keraiten, Merkiten, Tataren und Mongolen, wobei die Merkiten und Mongolen mongolisch und die Tataren eine Turksprache sprachen und die Naimanen und Keraiten von manchen als Turkvölker klassifiziert werden. Diese fünf Gruppen waren miteinander, aber auch untereinander oft in Konflikte verwickelt. Um 1123 wurden die Gruppen der mongolischen Steppengebiete von Kabul Khan geeint, doch ging dieses Reich bereits 1160/61 wieder unter.

### Reichsgründung

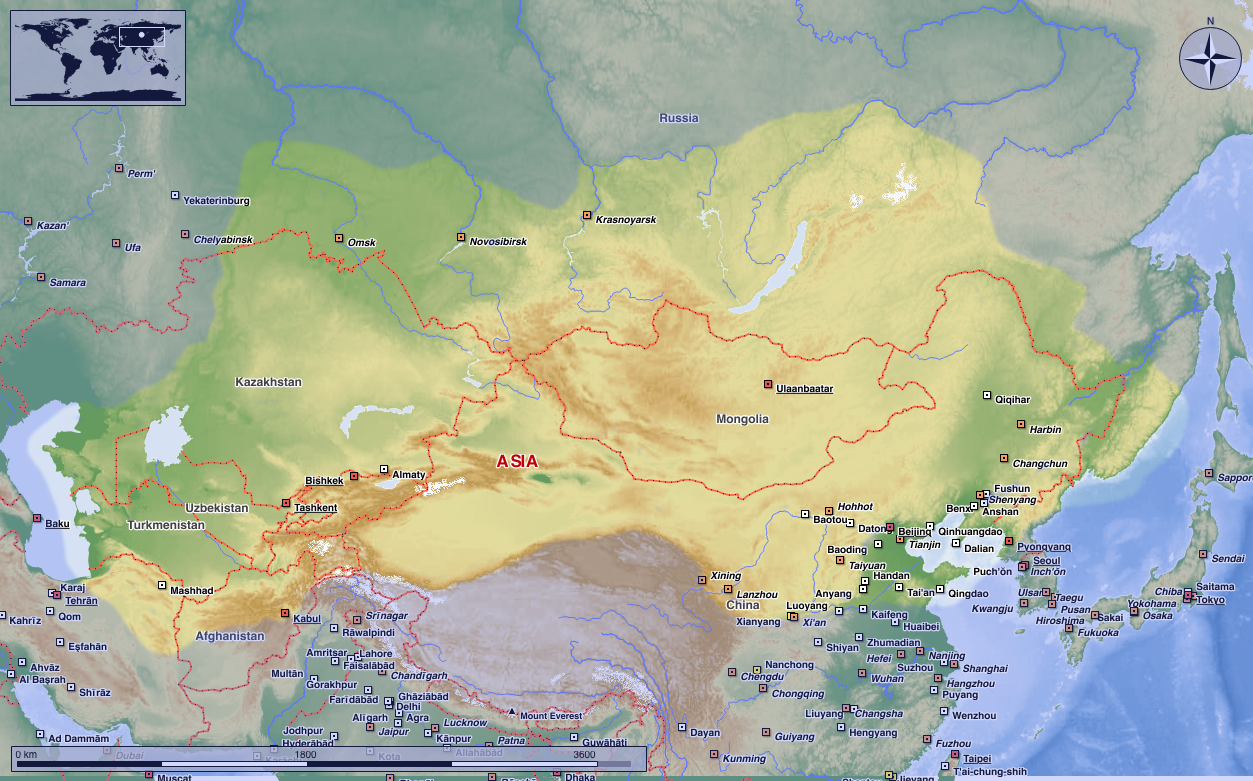
Das mongolische Reich beim Tode Dschingis Khans (1227)

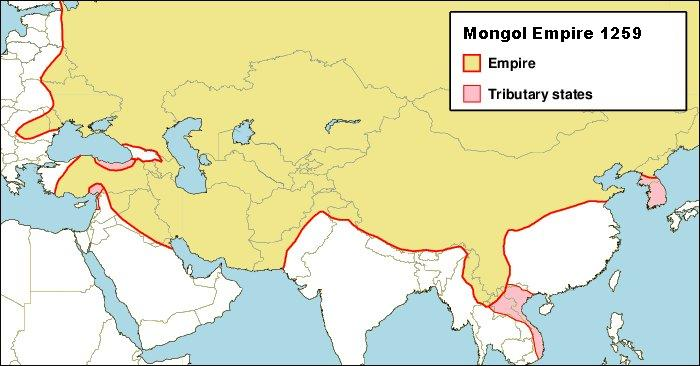
Das mongolische Reich beim Tode Möngke Khans (1259)

Die Mongolen stiegen erst unter der Führung Dschingis Khans (1155/1162–1227), dem 1190 wieder eine Vereinigung gelang und der bis 1204 auch die anderen Steppenvölker unterwarf, dauerhaft auf. Anders als Kabul Khan vor ihm gab er dem geeinten Reitervolk aber diesmal einen Staatsaufbau: In seinem Heer wurde – unabhängig von Sippen und Clans – jeder Krieger einem Tümen („Zehntausendschaft“) zugeordnet; diese Politik wurde mit den später in das mongolische Heer eingegliederten Soldaten fortgesetzt, was wesentlich zur Schlagkraft und der Skalierbarkeit beitrug. Er gab seinem Reich auch eine einheitliche Schrift und ein einheitliches Gesetz (Jassa). Zur Etablierung einer Zentralgewalt gründete er die neue Hauptstadt Karakorum. Sein Sohn Ögedei baute ein Post- und Kommunikationssystem (Örtöö oder Yam) auf, das auch von seinen Nachfolgern noch genutzt und erweitert wurde.
Unter ihm und seinen Nachfolgern konnten die Mongolen so das größte Landreich der Geschichte mit einer Größe von 26.000.000 km² errichten, in dem 100 Millionen Menschen lebten. Auf dem Höhepunkt ihrer Macht beherrschten sie das Kaiserreich China, Korea, Khorassan (heute zu Afghanistan und Iran gehörend), Persien, Georgien, Armenien, Bulgarien, Ungarn, Russland sowie die dazwischen liegenden Länder. Im Selbstverständnis der Mongolen erstreckte sich ihr Reich weit nach Norden bis in die arktischen Gebiete Nordrusslands. Zieht man diese Überlegung in die Berechnung der Größe des Reichs mit ein, erweitert sich die Gesamtfläche erheblich, so dass die Größe des Mongolischen Weltreichs jene des Britischen Weltreichs an Fläche womöglich noch übertraf.

### Mongolische Eroberung in Europa

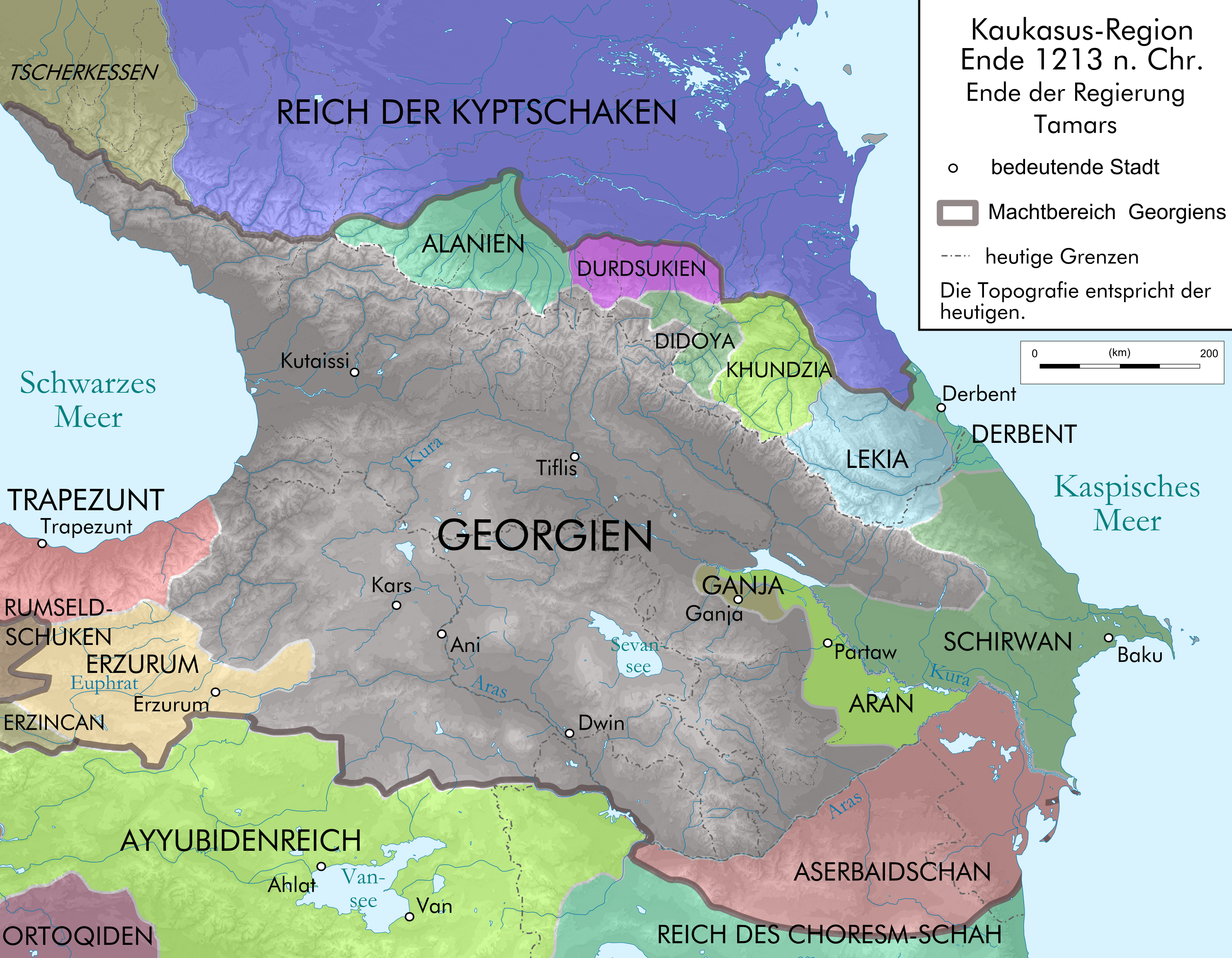
Kaukasus vor der Mongolischen Invasion

In den 1220er Jahren unternahmen zwei mongolische Generäle Dschingis Khans, J̌ebe und Sube'etai, nach einem erfolgreichen Feldzug gegen den Naimanenprinz Kütschlüg, Herrscher dessen, was vom Reich der Kara-Kitai noch übrig war, einen ersten Feldzug nach Europa. Im Februar 1221 besiegten sie zunächst ein zahlenmäßig weit überlegenes georgisches Heer des Giorgi IV. Lascha an der Mündung von Debed und Kura und im darauffolgenden Winter neuerlich bei Derbent. Noch im selben Winter schlossen sie ein Bündnis mit venezianischen Kaufleuten; im Gegenzug für Karten und detaillierte Informationen über Mittel- und Westeuropa zerstörten sie auf der Halbinsel Kertsch die Genueserstadt Soldaia. In der heutigen Ukraine kam es im Mai 1223 zu einer Schlacht zwischen einer Koalition von 18 Fürsten der Rus, darunter Daniel Romanowitsch von Galizien des Fürstentums Halytsch-Wolodymyr, Mstislav Mstislawitsch und Mstislav III. von den Kiewer Rus und dem Kumanenführer Köten auf der einen Seite und dem abermals zahlenmäßig unterlegenen mongolischen Heer auf der anderen; in der Schlacht an der Kalka schlugen die Mongolen das russische Heer vernichtend. Weiter kam es zu Plünderungen russischer Städte. Dies waren die ersten direkten Kontakte zwischen Mongolen und Europäern. Für die Russen war dieser Zusammenstoß ein traumatisches Erlebnis, so dass in der Nestorchronik für das Jahr 1224 beispielsweise festgehalten ist: „[…] wegen unserer Sünden brachen in jenem Jahr unbekannte Völker über uns herein, von denen keiner wusste, wer sie waren, woher sie kamen, von wem sie abstammen oder welchen Glauben sie hatten.“ Der mongolische General J̌ebe wurde vermutlich im Vorfeld der Schlacht von den Kiptschaken gefangen genommen und getötet. Sube'etai kehrte in die Mongolei zurück. Die Mongolen brachten detaillierte Informationen über Europa in die Mongolei zurück, namentlich Aufzeichnungen über Klima und Vegetation, Karten, auf welchen unter anderem Ungarn, Polen, Schlesien und Böhmen verzeichnet waren, Übersetzer und Schätzungen über die Bevölkerungszahlen.
Weniger als zwei Jahrzehnte später, Dschingis Khan war inzwischen gestorben und sein Sohn Ögedei Khan war Großkhan der Mongolen, kam es zum Mongolensturm über Europa. Ein Enkel Dschingis Khans, Batu Khan, führte ein mongolisches Heer an, das, zuerst im Jahr 1237, kleinere Reiche auf dem Gebiet des heutigen Russlands zwischen Kasachstan und der Ukraine eroberte. Bis 1240 wurden die russischen Fürstentümer mit Ausnahme von Nowgorod erobert, was den Mongolen vermutlich deswegen so rasch und scheinbar mühelos gelang, weil die russischen Fürstentümer ihre Kräfte nur bedingt bündelten oder aufgrund der Wucht der überraschenden mongolischen Angriffe nicht bündeln konnten. Türkische Völker auf dem Gebiet der heutigen Ukraine, insbesondere die Kiptschak, unterwarfen sich teilweise und schlossen sich – wie schon andere türkische Stämme vor ihnen – dem mongolischen Heer an, teilweise flohen sie nach Ungarn und dienten dem ungarischen König als Söldner.
Im Jahr 1241 drangen die mongolischen Reiterscharen bis ins heutige Tschechien und Österreich vor. Die Ritterheere der europäischen Staaten hatten den Mongolen nichts entgegenzusetzen. Die beiden größten Schlachten, die (erste) Schlacht bei Liegnitz (Schlesien) am 9. April 1241 und die Schlacht bei Muhi (Ungarn), nur wenige Tage danach, endeten jeweils mit vernichtenden Niederlagen des deutsch/polnischen bzw. ungarischen Heeres. Zugute kamen den Mongolen die Disziplin und Ausdauer ihrer Kavallerie und die überragenden logistischen Leistungen, siehe Mongolische Kriegführung. Ein Abbruch des Europafeldzuges erfolgte aufgrund des Todes Ögedei Khans im Dezember, da sich Batu Khan und die mongolischen Prinzen und Fürsten, die ihn auf dem Feldzug begleiteten, an der Wahl des neuen Großkhans beteiligen wollten. Ob dies der einzige Grund für den Rückzug war, ist umstritten, da Batu nicht in die Mongolei zurückkehrte, so dass erst 1246 ein Nachfolger Ögedeis gewählt werden konnte. Möglicherweise führten auch klimatische und logistische Faktoren (die Landschaften Europas waren nicht geeignet, die zahlreichen Pferde der Mongolen zu ernähren) und die Stärke der europäischen Verteidigungsanlagen und Burgen zu der Entscheidung der Mongolen, sich zurückzuziehen. Dafür spricht auch, dass die Mongolen nie in größerem Umfang nach Europa zurückkehrten und die Erweiterung ihres Territoriums in diese Richtung aufgaben.
Die mongolischen Eroberungen in Europa wurden zum Staat der Goldenen Horde, der noch bis 1502 und somit mehr als ein Vierteljahrtausend lang eines der größten Reiche Europas war. Es umfasste bis zu einem Drittel des geographischen Europa und bis zu zehn Prozent der europäischen Bevölkerung und übte insbesondere die Oberherrschaft über Russland aus. Die Mongolen überfielen noch zumindest bis ins späte 13. Jahrhundert immer wieder die Ungarn und Polen, gingen später aber Bündnisse mit mitteleuropäischen Mächten ein – etwa 1410 in der Schlacht bei Tannenberg. Sie bedrohten bis zur Mitte des 14. Jahrhunderts das Byzantinische Reich durch die Einnahme der wirtschaftlich und militärisch bedeutenden Stadt Vicina und wiederholte Einfälle in Thrakien. Noch bis ins 15. Jahrhundert kam es zu Raubzügen nach Mitteleuropa.

### Mongolische Eroberung im Nahen und Mittleren Osten

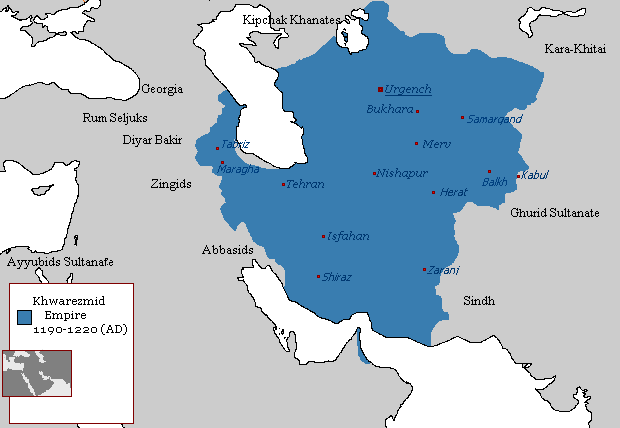
Das Anuschteginidenreich zu Beginn des 13. Jahrhunderts

Die vierte und letzte Dynastie der Choresm-Schahs (persisch خوارزمشاه), die muslimischen Anuschteginiden (Anūšteginiden), beherrschten seit 1077 Choresmien, den Iran, Transoxanien und Afghanistan; ein Feldzug gegen den Kalifen von Bagdad musste wegen erster militärischer Konfrontationen mit den Mongolen abgebrochen werden. Provoziert durch den Überfall auf eine Handelskarawane in Utrar 1218 eroberten die Mongolen das westliche Mittelasien. Muhammad II. (ʿAlāʾ ad-Dunyā wa-ʼd-Dīn Abū ’l-Fatḥ Muḥammad) – unfähig, sein Reich effektiv zu verteidigen – flüchtete auf eine Insel im Kaspischen Meer, wo er bald darauf starb. Sein Sohn Dschalal ad-Din versuchte von Aserbaidschan aus eine Kampagne gegen die Mongolen, wurde aber 1230 von den zuvor verbündeten Rum-Seldschuken und Aiyubiden in der Schlacht von Yasi-Tschemen (bei Erzincan) besiegt.
Die Mongolen drangen schon in den 1230er Jahren in Anatolien ein und töteten dabei Kai Kobad I., Sultan der Rum-Seldschuken. Nach 1241 begannen sie unter Baiju von Aserbaidschan aus weitere Gebiete des Nahen Ostens zu erobern. Gemeinsam mit georgischen und armenischen Kräften eroberten sie 1242 Erzurum. Kai Chosrau II. stellte daraufhin ein 80.000 Mann starkes Heer auf und erwartete die Mongolen in Sivas. Das Kaiserreich Trapezunt und georgische Adelige, die wegen der Mongoleninvasion ihr Land verlassen hatten, schlossen sich Kai Chosrau II. an. In der Schlacht vom Köse Dağ rieben die Mongolen das gegnerische Heer fast vollständig auf.

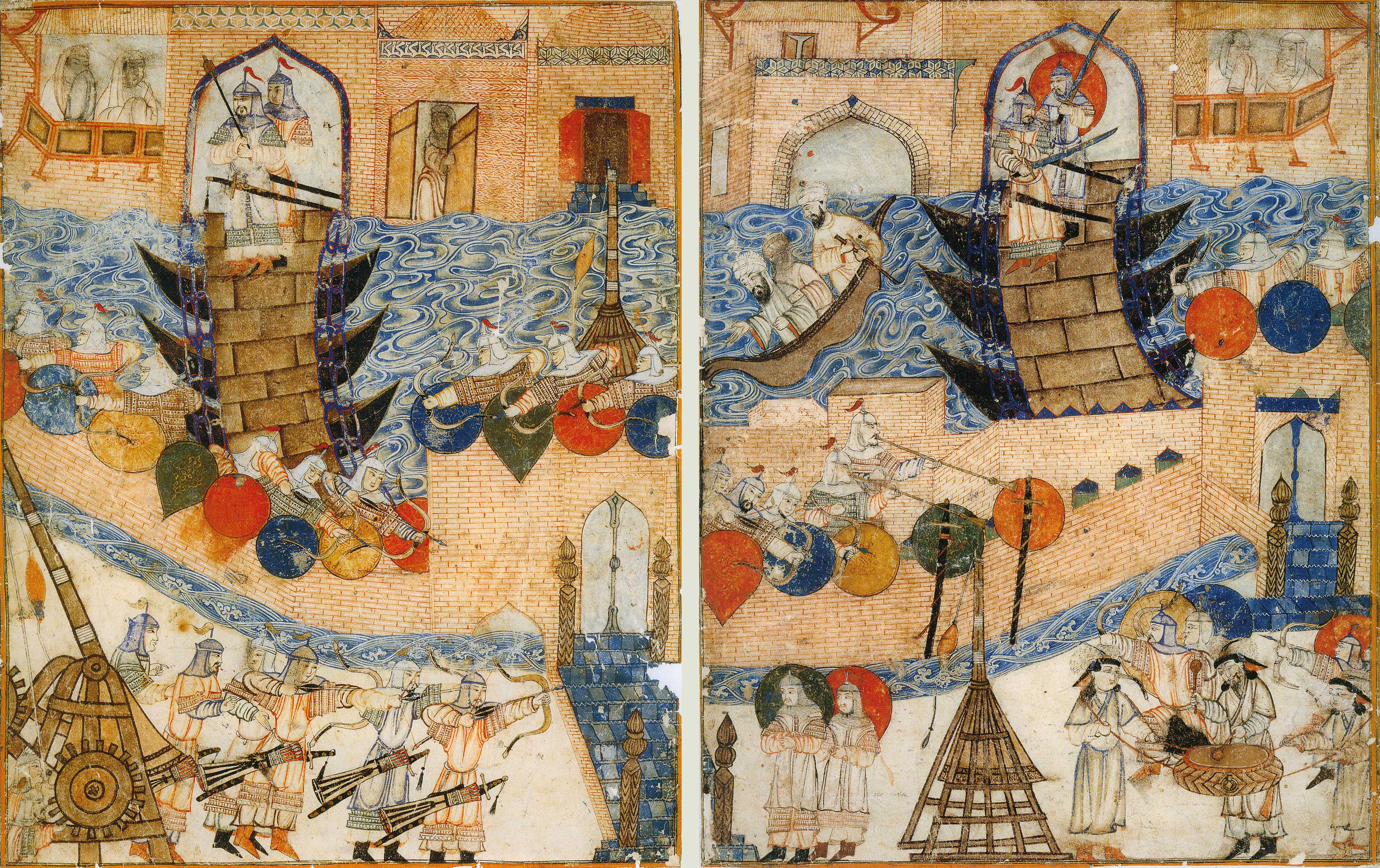
Die Mongolen greifen Bagdad mit verschiedenen Waffen (u. a. Belagerungswaffen und Pontonbrücken) an. (Persische Miniatur aus der Dschami' at-tawarich (Universalgeschichte) Raschīd ad-Dīns).

 Mehr als zehn Jahre später, Großkhan war inzwischen Möngke Khan, wurde sein Bruder Hülegü mit einem weiteren Westfeldzug beauftragt. Hülegü erhielt hierfür eine große Armee, die rund ein Fünftel der gesamten mongolischen Armee ausmachte, etwa 150.000 Mann. Als er 1255 Transoxanien erreichte, waren in seiner Armee unter anderem Generäle wie Arghun Aqa von den Oiraten, Baiju, Buqa-Temur, der Chinese Guo Kan, der Dschalaiyr Koke Ilge, Kitbukha von den Naimanen, Tutar und Quli von der Goldenen Horde und Hülegüs Bruder Sunitai. Neben den Mongolen kämpften auch Verbände christlicher Vasallen wie die Georgier, Armenier und einige Franken aus dem Fürstentum Antiochia für die Mongolen. Der Zeitzeuge Ata al-Mulk Dschuwaini berichtete auch über 1000 chinesische Artillerieexperten sowie über persische und türkische Soldaten. Im Iran wurde zunächst die militante Sekte der Nizariten ausgeschaltet. Diese kontrollierten mehrere Festungen im Elburs-Gebirge im Nordiran und in Syrien. Der Führer der Nizariten in Alamut (nördlich von Qazvin), Ala ad-Din Muhammad III. b. Hasan (1221–1255), sandte Attentäter, um Möngke und Kitbukha zu ermorden, was die Mongolen jedoch verhindern konnten. Hülegü konnte nach der Zerstörung mehrerer Festungen am 20. Dezember 1256 Alamut erobern.

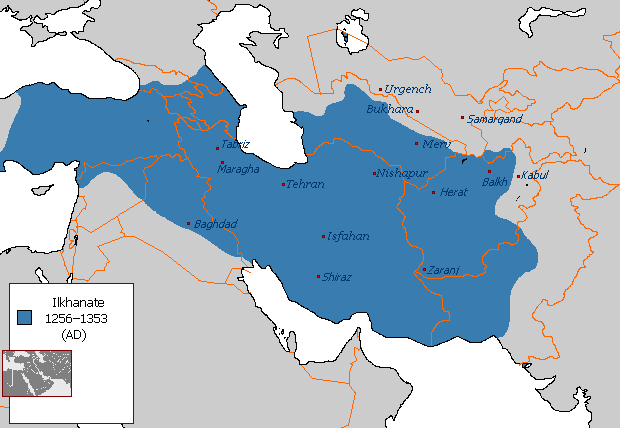
Das Reich der Ilchane in seiner größten Ausdehnung

Von den bereits mongolischen Gebieten im Mittleren Osten drang Hülegü als nächstes in Richtung Bagdad vor, wo die zweite Kalifendynastie, jene der Abbasiden, seit 751 herrschte. Nach einer Schwächeperiode des Kalifats, in der der Kalif zu einer Marionette seiner Militärsklaven (Mamluken) und türkischen Warlords (Seldschuken) degradiert worden war, hatte das Kalifat ab dem 12. Jahrhundert wieder mehr – auch weltliche – Macht gewonnen. Bagdad, das (nach vormals Arabien und Syrien) das Zentrum der islamischen Welt geworden war, hatte eine Bevölkerung von einer Million Menschen und wurde von bis zu 60.000 Soldaten verteidigt. Hülegüs Armee griff von drei Seiten an: Der nördliche Teil unter Baiju kam aus Anatolien über Arbil, überquerte bei Tikrit den Tigris und näherte sich der Stadt von Westen. Hülegü selbst kam mit seinem Heer vom Hamadan und kam über Kermānschāh, Hulwan, von Osten her auf Bagdad zu. Die südliche Gruppe zog über Lorestan gegen Bagdad.
Al-Musta'sim konnte einen ersten Angriff abwehren, unterlag dann aber. Am 10. Februar 1258 (nach dem islamischen Kalender am 4. Safar 656 AH) übergab er die Stadt. Der Fall Bagdads war für die islamische Welt ein großer Schock. Doch die Stadt wurde bald wiederaufgebaut: 3000 mongolische Krieger wurden zu diesem Zweck zurückgelassen; das ehemalige Kalifat wurde in das mongolische Verwaltungssystem eingebunden: Bagdad, das südliche Mesopotamien und Chusistan bekamen Statthalter (Wali – Wali der gesamten Region war der mongolische Fürst Sujunjāq), Stellvertreter (Nāʾeb), Militärkommandanten (Šeḥna) und zahlreiche Richter. 1258/59 wurde in der Stadt eine Volkszählung und Steuerfestsetzung durchgeführt. Der jakobitische Reisende Gregorius Bar-Hebraeus besuchte 1265 Bagdad und stellte fest, dass die mongolische Eroberung Aleppos verheerender war als es in Bagdad der Fall gewesen war.
Im Januar 1260 eroberten die Mongolen Aleppo und Homs. Zu dieser Zeit traf aber die Nachricht vom Tod des Großkhans ein. Hülegü zog mit dem größten Teil des mongolischen Heeres nach Zentralasien zurück. Die in Syrien verbliebenen Truppen unter dem Feldherrn Kitbukha konnten noch Damaskus einnehmen und den letzten Sultan von Syrien aus der Dynastie der Ayyubiden, an-Nasir Yusuf, unterwerfen. Sie unterlagen jedoch noch im September den Mamluken von Ägypten in der Schlacht bei ʿAin Dschālūt, so dass fortan der Euphrat die Grenze zum – sich auch in Zukunft erfolgreich behauptenden – Mamlukensultanat bildete.
Die mongolischen Eroberungen im Nahen und Mittleren Osten wurden zum Ilchanat. Die Nachfahren Hülegüs beherrschten dieses Khanat rund 100 Jahre lang und dominierten die gesamte Region. Der Ilchan Tegüder war der erste Mongolenherrscher, der zum Islam übertrat und den Namen Ahmad annahm. Dies führte zum Widerstand der mongolischen Oberschicht, so dass 1284 Ahmad Tegüder durch Arghun gestürzt wurde und eine verstärkte Förderung des Buddhismus stattfand. Unter Ghazan, dessen Herrschaft als Höhepunkt der Dynastie angesehen wird, erfolgte der Übertritt eines Großteils der mongolischen Oberschicht zum sunnitischen Islam. Gleichzeitig war er auch der erste Ilchan, der bei seiner Inthronisation nicht persönlich zum Großkhan reiste, um die Bestätigung seiner Macht zu ersuchen – obgleich er zu diesem eine freundschaftliche Beziehung unterhielt. 1353 wurde Togha Temür ermordet und das Ilchanat zerfiel.

### Timuriden
Der Nahe und Mittlere Osten wurden aber bereits ab 1360 insofern wieder unter quasi-mongolische Herrschaft gebracht, als ein anderer Teilstaat des Mongolischen Reiches, das Tschagatai-Khanat, unter Timur die Region eroberte. Die von Tamerlan geführte mongolische Armee besiegte in der Schlacht bei Ankara die des osmanischen Sultans Bayezid I. In dieser Schlacht wurde den osmanischen Truppen eine der schwersten Niederlagen der Geschichte zugefügt. Dabei geriet der Osmanensultan in Gefangenschaft, wo er 1403 verstarb. Obwohl sich Timur auf seine mongolischen Vorfahren und auf die Legitimation durch das Tschagatai-Khanat berief und sogar eine (echte) Nachfahrin Dschingis Khans heiratete, wird sein Versuch, sich als Nachfolger Dschingis Khans zu positionieren, von vielen Historikern abgelehnt. Die heutigen Hazara in Afghanistan gelten als direkte Nachkommen der Ilchane.

### Mongolische Eroberungen in China, Korea und Japan

#### Invasion Chinas

##### Eroberung der Jin-Dynastie

China 1142: In den Jahrzehnten vor der mongolischen Invasion beherrschten die Song aufgrund der Jurchen nur Teile des heutigen China.

Bereits zu Dschingis Khans Lebzeiten wurde das Reich der Tanguten (Westliche Xia-Dynastie) am Nordwestrand des damaligen China erobert und das Reich der Jurchen (Jin-Dynastie) im Norden tributpflichtig gemacht. Unter seinem Sohn Ögedei Khan als Großkhan wurde das Jurchen-Reich in einem Krieg von 1231 bis 1234 endgültig erobert. In diesem Krieg war der später auch im Westfeldzug eine wesentliche Rolle spielende General Sube'etai beteiligt.

##### Eroberung der Song-Dynastie

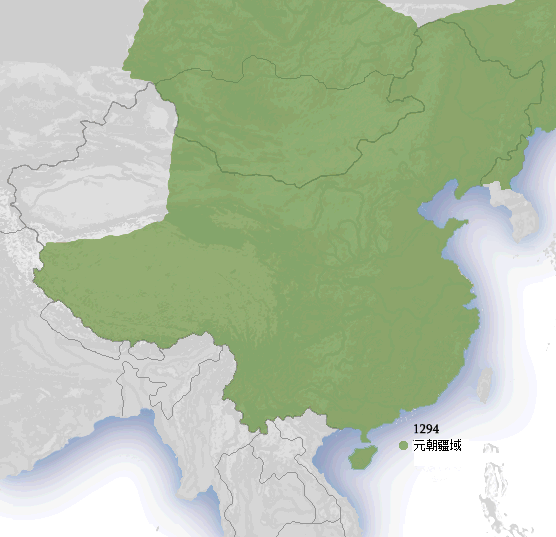
Reich der Yuan-Dynastie um 1294

Im Jahr 1235 begann von den bereits mongolischen Gebieten auf Territorium des heutigen China aus die Eroberung des chinesischen Kaiserreichs der Song im Süden. Allerdings war dieses Unterfangen zunächst nicht vordringlich; zwei Feldzüge 1242 und 1245 beispielsweise dienten eher einer Ablenkung von innenpolitischen Streitigkeiten während des Interregnums zwischen Ögedei Khan und seinem Sohn Güyük Khan. Unter dem Großkhan Möngke Khan erfolgten 1252 bis 1255 tatsächliche Gebietsgewinne und 1256 erfolgte eine Generaloffensive, die allerdings mit Möngkes unerwartetem Tod im Spätsommer 1259 mit einem von den Song teuer erkauften Waffenstillstand endete. Nach der Machtergreifung Khublais wurde die mongolische Hauptstadt 1260 auf vormals chinesischen Boden verlegt. An einer neuen Generaloffensive 1267/1268 beteiligten sich neben Kublais eigenen Truppen insbesondere Truppen des amtierenden Ilkhans. Nach dem Fall der Festungen am Han-Fluss 1273 (mehrjährige Belagerung von Xiangyang) drangen die Mongolen nach Hangzhou vor. Die Hauptstadt Hangzhou kapitulierte 1276, letzte Anhänger der Song hielten sich bis 1279. Nach der Seeschlacht von Yamen (chinesisch 崖門戰役 / 崖门战役) am 19. März 1279, einer der größten Seeschlachten in der Weltgeschichte, ertränkte Premierminister und Kaiserberater Lu Xiufu (chinesisch 陸秀夫 / 陆秀夫, 1232–1279) den achtjährigen Thronerben Bing und sich durch einen Sprung in den Perlfluss, womit die Song-Dynastie endete.

#### Invasionen von Korea
Das koreanische Reich Goryeo wurde Anfang des 13. Jahrhunderts von der Choe Militärdiktatur regiert und machte erstmals 1211 Kontakt mit den Mongolen, als ihr Gesandter an die Jin-Dynastie ermordet wurde. 1216 jagte ein mongolisches Heer etwa 90.000 Kitan-Rebellen über die Grenze von Goryeo, die jedoch durch den koreanischen General Kim Ch'wiryŏ vertrieben wurden. Inzwischen wurde die die östlichen Jurchen bereits von den Mongolen unterworfen und die Kitan überfielen im Folgejahr erneut Goryeo, wurden jedoch von einer mongolisch-jurchenischen Streitmacht besiegt. Die Mongolen forderten Tribut, jedoch weigerte sich der Goryeo Hof auf die Forderungen einzugehen. Nach der Niederlage der Kitan 1219 handelten die Mongolen und die Diplomaten eine jährliche Tributübergabe aus, die jedoch bereits nach zwei Jahren beendet wurde.
1221 erreichten mongolische Delegierte die Grenze und forderten Tribut ein, wurden jedoch nur kalt empfangen. 1224 griffen die östlichen Jurchen Goryeo an, nachdem sie kurz zuvor die Unabhängigkeit von den Mongolen erklärt haben.
Am 26. August 1231 kam es zur ersten von neun Invasionen, angeführt von Saritai und der Militärdiktator Choe U rief die Sambyeolcho zusammen. Anfang Oktober wurde ein Angriff von 8.000 mongolischen Soldaten abgewehrt. Das Goryeo Feldheer wurde zugleich bei Anju besiegt und Ende Dezember wurde die Hauptstadt Gaegyeong umzingelt und Goryeo kapitulierte. Einige Städte hielten weiterhin Widerstand.
Aufgrund der verwundbaren Lage von Gaegyeong wurde im Frühjahr 1223 beschlossen die Hauptstadt auf die Insel Ganghwa zu verlagern. Der Bevölkerung wurde angewiesen in gebirgigen Zitadellen oder auf den Küsteninseln Zuflucht zu suchen. Nachdem der Umzug abgeschlossen war, wurden im Sommer 1232 die mongolischen Darughachi des Festlandes getötet. Dieses Ereignis würde einen erbitterten 37 Jahre anhaltenden Widerstandskampf Goryeos durch die Militärdiktatur einläuten, und eine Serie von Invasionen der Mongolen die einen Großteil des koreanischen Territoriums verwüstete. 
Im Sommer 1232 drang die von Saritai angeführte mongolische Invasion nach Süden in das Tal des Han-Flusses vor, ohne auf großen Widerstand zu stoßen. Bei einem Angriff auf Ch'ŏin-song wurde Saritai jedoch von einem Pfeil getötet, der von dem Mönch Kim Yun-hu abgefeuert wurde. Die mongolische Armee zog sich daraufhin zurück. Im Frühjahr 1233 übergab ein mongolischer Gesandter eine Liste von Goryeos Verbrechen und Pjöngjang wurde von Überläufern zurückerobert.
Ende 1233 hatten Guyuk und Prinz Alchidai Puxian Wannu besiegt und Anfang 1234 eroberten sie Jin China. Im Kurultai von 1235 gab Ogodei Khan den Befehl, Goryeo, den südlichen Song, die Dörfer westlich der Wolga anzugreifen und bis an den Rand Kaschmirs vorzudringen.
Im Sommer 1235 griffen mongolische Truppen Goryeo an. Um die Insel Ganghwa wurden Verteidigungsanlagen errichtet, und die Bevölkerung der südlichen Hauptstadt (dem heutigen Seoul) und Gwangju wurde aufgefordert, auf die Insel zu evakuieren. Die Bevölkerung Goryeos wurde sich selbst überlassen. Im Winter 1238 begannen die Verhandlungen und Goryeo versprach ewige Unterwerfung, woraufhin sich die Mongolen zurückzogen. Zunächst zögerten sie die Verhandlungen und Geiselübergaben mit Ausreden aus, waren sich gezwungen zu handeln und schickten einen Verwandten des Königs an den mongolischen Hof und täuschten vor, er wäre der Kronprinz. Die Ankunft eines 17-jährigen Scheinprinzen am mongolischen Hof im Jahr 1241 und die Wiederaufnahme der tributpflichtigen Missionen verschafften Goryeo eine Verschnaufpause bis 1247. Trotz wiederholter Forderungen der Mongolen wurde die Hauptstadt von Goryeo nicht auf das Festland verlegt. Unter Ausnutzung des momentanen Friedens wurden südlich von Goryeo Nachrichten mit dem Befehl zur Vorbereitung der Verteidigung gesandt. 
Im Herbst 1247 traf eine mongolische Streitmacht unter dem Kommando von Amukan ein. Die Mongolen kontrollierten das Gebiet nördlich des Chongchon Flusses und griffen Goryeo an. Nach dem Tod von Guyuk Khan im Jahr 1248 kehrte die königliche Geisel Wang Chŏn nach Goryeo zurück. 
Nach der Thronbesteigung von Möngke Khan im Jahr 1251 wiederholten die Mongolen erneut ihre Forderungen. Möngke Khan schickte mehrere Abgesandte nach Goryeo und verkündete im Oktober 1251 seine Krönung. Er verlangte auch, dass König Gojong persönlich vor ihn geladen und sein Hauptquartier von der Insel Ganghwa auf das koreanische Festland verlegt werden sollte, aber der Hof von Goryeo weigerte sich, den alten König zu schicken, mit der Begründung, er könne nicht mehr so weit reisen. Möngke befahl Prinz Yeku, eine Armee gegen Korea zu befehligen. Ein Koreaner vom Hof Möngkes überzeugte sie jedoch, ihren Feldzug im Juli 1253 zu beginnen. Yeku forderte zusammen mit Amuqan die Kapitulation des Goryeo-Hofes. Der Hof weigerte sich, leistete aber keinen Widerstand gegen die Mongolen und sammelte die Bauernschaft in den Bergfestungen und auf den Inseln. An der Seite der Goryeo-Kommandeure, die sich den Mongolen angeschlossen hatten, verwüstete Jalairtai Qorchi Korea. Gojong versprach die Hauptstadt zu verlegen und im Januar 1254 einigten sich die Mongolen auf einen Waffenstillstand.
Später erfuhren die Mongolen, dass die hohen Beamten von Goryeo auf der Insel Ganghwa geblieben waren und diejenigen bestraft hatten, die mit den Mongolen verhandelt hatten. Zwischen 1253 und 1258 starteten die Mongolen unter Jalairtai im erfolgreichen letzten Feldzug gegen Korea vier verheerende Invasionen. Möngke erkannte, dass es sich bei der Geisel nicht um den Blutprinzen der Goryeo-Dynastie handelte. Jalairtai verwüstete einen Großteil von Goryeo und nahm 1254 206.800 Gefangene. Hunger und Verzweiflung zwangen die Bauern, sich den Mongolen zu ergeben.
Die Mongolen befahlen Deserteuren, Schiffe zu bauen, und begannen ab 1255, die Küsteninseln anzugreifen. Sie bereiteten sich auch auf den Angriff auf die befestigte Inselstadt Ganghwa vor. Jedoch konnte Möngke davon überzeugt werden seinen Angriff abzublasen.
Im Jahr 1258 inszenierte die Königsfamilie einen Gegenputsch und ermordeten den Oberhaupt der Choe-Familie, wodurch die Herrschaft der Militärregimes, die sich über sechs Jahrzehnte erstreckt hatte, beendet wurde. Später bat der König die Mongolen um Frieden. Als der Goryeo-Hof den zukünftigen König Wonjong als Geisel an den mongolischen Hof schickte und versprach, nach Gaegyong zurückzukehren, zogen sich die Mongolen aus Zentralkorea zurück.
Mit den folgenden Kompromissverhandlungen blieb Goryeo bestehen, musste aber jährlich einen schweren Tribut von Jungfrauen, Silber und Pferden zahlen und den Thronerben als Geisel nach Dadu schicken. Der Norden Koreas wurde von dem Mongolenreich annektiert. Zudem ermöglichte der Erwerb der koreanischen Schiffsbautechnologie eine mögliche Invasion Japans, zu der König Chungnyeol Kublai Khan mutmaßlich beeinflusst haben soll um die zerstörte Wirtschaft wiederherzustellen, indem Goryeo mit den Aufträgen für die Schaffung der Invasionsflotte beauftragt werden würde.
Die Goryeo-Dynastie überlebte unter der Vorherrschaft der Yuan, bis König Gongmin von Goryeo im Jahr 1350 begann, das mongolische Militär zu vertreiben und die territoriale Wiederherstellung erreichte.

#### Invasionen Japans
Ebenfalls unter Khublai Khan kam es 1274 zu einer ersten Japaninvasion. Ein Heer, das nach unterschiedlichen Quellen aus zwischen 20.000 und 40.000 mongolischen und koreanischen Truppen bestand, brach auf etwa 1000 koreanischen Kriegsschiffen in Richtung Japan auf. Aufgrund des Zeitdrucks beim Bau waren die Schiffe jedoch von relativ schlechter Qualität. Nach der Landung in der Hakata-Bucht auf Kyūshū trafen die Mongolen auf die japanische Verteidigungsarmee, aufgestellt von den lokalen Herrschern, den Gokenin (御家人), der Provinzen Kyūshūs. In der Schlacht von Bun’ei, der „Ersten Schlacht in der Hakata-Bucht“, waren die Invasoren den Japanern zahlenmäßig und technisch überlegen. So konnten die Mongolen Hakata rasch einnehmen und die Japaner nach 20 Tagen der Schlacht aus der Bucht ins Landesinnere drängen. Die Japaner verschanzten sich in der Festung Mizuki (水城). Dort wollte man das Eintreffen weiterer Truppen aus Zentral- und Ostjapan abwarten. Allerdings entschieden sich die mongolischen Befehlshaber bereits vorher zum Rückzug. Gründe hierfür dürften einerseits die Versorgungsprobleme gewesen sein, andererseits eigene Verluste; so wurde zum Beispiel der mongolische General Liu Fu-heng schwer verletzt. Diese Entscheidung stellte den Wendepunkt der Schlacht dar: Nach der Einschiffung der Truppen in der Hakata-Bucht zog ein schwerer Sturm auf, der etwa ein Drittel der wenig robusten Schiffe versenkte; die Japaner interpretierten den Sturm als „göttlichen Wind“, als Kamikaze. Dies markierte das Ende der ersten Japaninvasion.

Mongoleninvasionen in Japan

Im Frühling 1281 drängten die Mongolen die Koreaner zu einer Attacke auf die japanische Insel Tsushima – ohne wesentliche Unterstützung mongolischer Truppen. Diese konnten die Japaner zurückschlagen. Später im selben Jahr zog eine neue große Streitmacht von Mongolen und Koreanern über Tsushima und Iki auf Kyūshū und landete zwischen Munakata und der Hakata-Bucht. Die Japaner konnten auch diesen Angriff zurückschlagen. Währenddessen landete allerdings der Großteil der nachrückenden Truppen in der Provinz Hizen. Es gelang den Japanern in der Schlacht von Kōan, der „Zweiten Schlacht in der Hakata-Bucht“, die Linien bis zum 14. August 1281 zu halten. Am 15. und 16. August zog ein Taifun über die Küste Kyūshūs, der wiederum etwa ein Drittel der angreifenden Streitkräfte vernichtete. Damit war auch die zweite Invasion erfolglos beendet.

#### Fall der Mongolen
Die mongolischen Eroberungen in China wurden zur Yuan-Dynastie, die noch bis 1368 die Oberherrschaft über China ausüben und nach ihrer Vertreibung durch die Ming noch bis 1387 im Norden weiterregieren sollte. Damit war die Yuan-Dynastie von den vier Teilreichen des Mongolischen Reiches das kurzlebigste – obwohl der jeweilige Großkhan ab Kublai Khan immer in China residierte. Mit dem Untergang der Yuan-Dynastie zerfiel das Mongolische Reich politisch (endgültig) in selbständige Teilreiche, die nurmehr kulturell zusammengehalten wurden, insbesondere durch die gemeinsame Geschichte, in dem in der Jassa kodifizierten Recht, dem Post- und Kommunikationssystem (Örtöö und Païza) und einem gemeinsamen Kunst- und Kulturgut. Damit wurde die Einheit des Mongolischen Reiches auf eine solche eines Staatenbundes reduziert, der in den folgenden Jahrzehnten weiter desintegrierte.

### Mongolische Eroberungen in Süd- und Südostasien

Majapahit im 14. Jahrhundert

Mongolische Expeditionen auf dem südostasiatischen Festland waren militärisch erfolgreich und verdrängten den indischen Hindu-Einfluss auf die Region dauerhaft. Nur die Angriffe auf die vietnamesische Trần-Dynastie 1257/1258, 1284 und 1287/1288 waren erfolglos: Der vietnamesische General Trần Hưng Đạo zwang die Mongolen zu Kämpfen, die ihnen aus verschiedenen Gründen nicht gelegen kamen. Die Mongolen litten außerdem unter tropischen Krankheiten und mit der Zeit jeweils unter Versorgungsschwierigkeiten. Nach der Schlacht am Bạch-Đằng-Fluss 1288 kam es zu keinen weiteren militärischen Operationen gegen Vietnam. Wie andere Königreiche der Region wurde Vietnam allerdings tributpflichtig – so wie es vietnamesische Könige schon vorher gegenüber dem chinesischen Kaiser waren. Auf dem Gebiet des heutigen Laos, Thailand und Kambodscha entstanden neue Hybridkulturen mit sehr starkem chinesischen Einfluss, die jeweils den Grundstein für die heute noch dort existierenden Staaten legten. Die Mongolen begnügten sich auch für diese Regionen allerdings meist mit Tributzahlungen durch die lokalen Herrscher; es kam somit meist zu einer nur mittelbaren Herrschaft – ähnlich der mongolischen Herrschaft in Europa über die Russen.
Mongolische Eroberungen auf den südostasiatischen Inseln waren weniger erfolgreich. Eine Expedition auf die indonesischen Inseln, die im Jahr 1292 begann, wurde mit 20.000 Soldaten und 1000 Schiffen geführt. Die Mongolen brachten nach einer Schlacht vom 15. bis 20. März 1293 auf Java das Königreich Majapahit unter mongolische Kontrolle. Nach einem Hinterhalt mussten die inzwischen ohnedies bereits geschwächten mongolischen Invasoren allerdings wieder abziehen. Auch hier fand nichtsdestotrotz ein kultureller Wandel statt: Die großen chinesischen Minderheiten in der Region gehen auf die Zeit der mongolischen Expansion zurück; zahlreiche chinesische Händler fanden ihren Weg nach Südostasien. Das Königreich Majapahit war die letzte große Hindu-Kultur der Region.
In Nordindien bestand seit 1206 das Sultanat von Delhi. Dschingis Khan eroberte im Sommer 1222 von Afghanistan kommend die Stadt Multan im heutigen Pakistan, zog dann aber wieder nach Norden ab. Er hinterließ nur 20.000 Krieger, die aber ohne nennenswerte Erfolge wieder abziehen mussten. Timur Lang eroberte im Jahre 1398 Delhi. Auch er zog sich danach aber wieder zurück. Erst der aus dem timuridisch beherrschten Transoxanien stammende Zahir ud-Din Muhammad, genannt Babur, besiegte 1526 den letzten Sultan. Er war väterlicherseits ein direkter Nachfahre Timurs, seine Mutter führte ihre Abstammung in direkter Linie auf Dschingis Khan zurück. Er zog 1504 nach Kabul, das er als Königreich regierte und wo er seit der Auslöschung des letzten anderen verbliebenen Timuriden in Herat ab 1507 den Titel Pad(i)shah (Kaiser), der formal einem Schah (König) übergeordnet ist, führte. Über den Chaiber-Pass zog er nach Nordwestindien (ins heutige Pakistan), verbündete sich mit dem Schah des safawidischen Persien, Ismail I., und gewann so Samarkand. Als Gegenleistung für die Unterstützung des Schahs musste er sich öffentlich zum schiitischen Islam bekennen, kehrte jedoch später zum sunnitischen Glauben zurück. Dank seines Vorfahren Timur konnte er Ansprüche auf das Delhi-Sultanat stellen. 1522 fiel Kandahar, und bis Anfang 1526 hatte er seine Herrschaft weit in den Punjab hinein ausgedehnt. Dort kam es am 20. April des gleichen Jahres zum entscheidenden Zusammenstoß mit der zahlenmäßig deutlich überlegenen Armee des Sultans Ibrahim II. In der Schlacht bei Panipat gelang Babur ein überlegener Sieg über den letzten Delhi-Sultan. Nach der Besetzung Delhis und Agras rief er sich zum Kaiser von Hindustan aus und begründete somit das Mogulreich. Eine Allianz von rajputischen Herrschern unter dem Fürst Rana Sanga von Mewar versuchte zeitgleich, die Hindu-Herrschaft in Nordindien wiederherzustellen. Babur musste seine Soldaten, die zur Rückkehr nach Kabul drängten, mit großzügigen Belohnungen aus dem Staatsschatz des besiegten Sultans zum Bleiben bewegen. Erst mit dem Sieg über die Rajputen-Allianz am 17. März 1527 in der Schlacht von Khanua war seine Herrschaft in Hindustan gesichert.

Tschagatai-Khanat, spätes 13. Jahrhundert

Die Eroberungen Baburs wurden zum Mogulreich, ein Name, der vermutlich im 16. Jahrhundert von den Portugiesen geprägt (portugiesisch Grão Mogor oder Grão Mogol ‚Großmogul‘), wurde und sich vom persischen مغول mughul herleitet. Er bedeutet „Mongole“. Ursprünglich bezeichnete „Mog(h)ulistan“ das Tschagatai-Khanat, die geographische und politische Heimat Timur Langs, Begründer der Timuriden. Damit verweist der Name zwar richtigerweise auf die mongolische Abkunft der indischen Dynastie, lässt aber die genauere Beziehung zum Mongolenreich außer Acht. Diese kommt in der persischen Eigenbezeichnung گوركانى gurkāni der Moguln zum Ausdruck, die sich vom mongolischen kürägän „Schwiegersohn“ herleitet – eine Anspielung auf die Heirat Timurs in die Familie Dschingis Khans.

### Die Teilung des Mongolischen Reiches
Im immer größer werdenden Reich wuchsen die Unterschiede zwischen einem zentralen Einheitsstaat und dezentralen Teilreichen.
Die Verteilung von Gebieten an Zweige der Dschingisiden zur Zeit von Ögedei hatte insbesondere die Weideflächen betroffen:
- Dschötschi: im Westen die Steppen von Sibirien über Kasachstan bis Osteuropa
- Tschagatai: Die Steppen von Turkestan und das Tarimbecken
- Ögedei: Die Gebiete des Khagans, Altai-Gebiet und die Dsungarei
- Tolui: Mongolei

Häufig wurden gleichzeitig weitere Rechte an die anderen Familienzweige übertragen.
Landwirtschaftliche Flächen wurden gemeinsam verwaltet. Wichtige Aufgaben wurden von mehreren Beauftragten aus verschiedenen Familienzweigen wahrgenommen ('kollegiale Verwaltung').

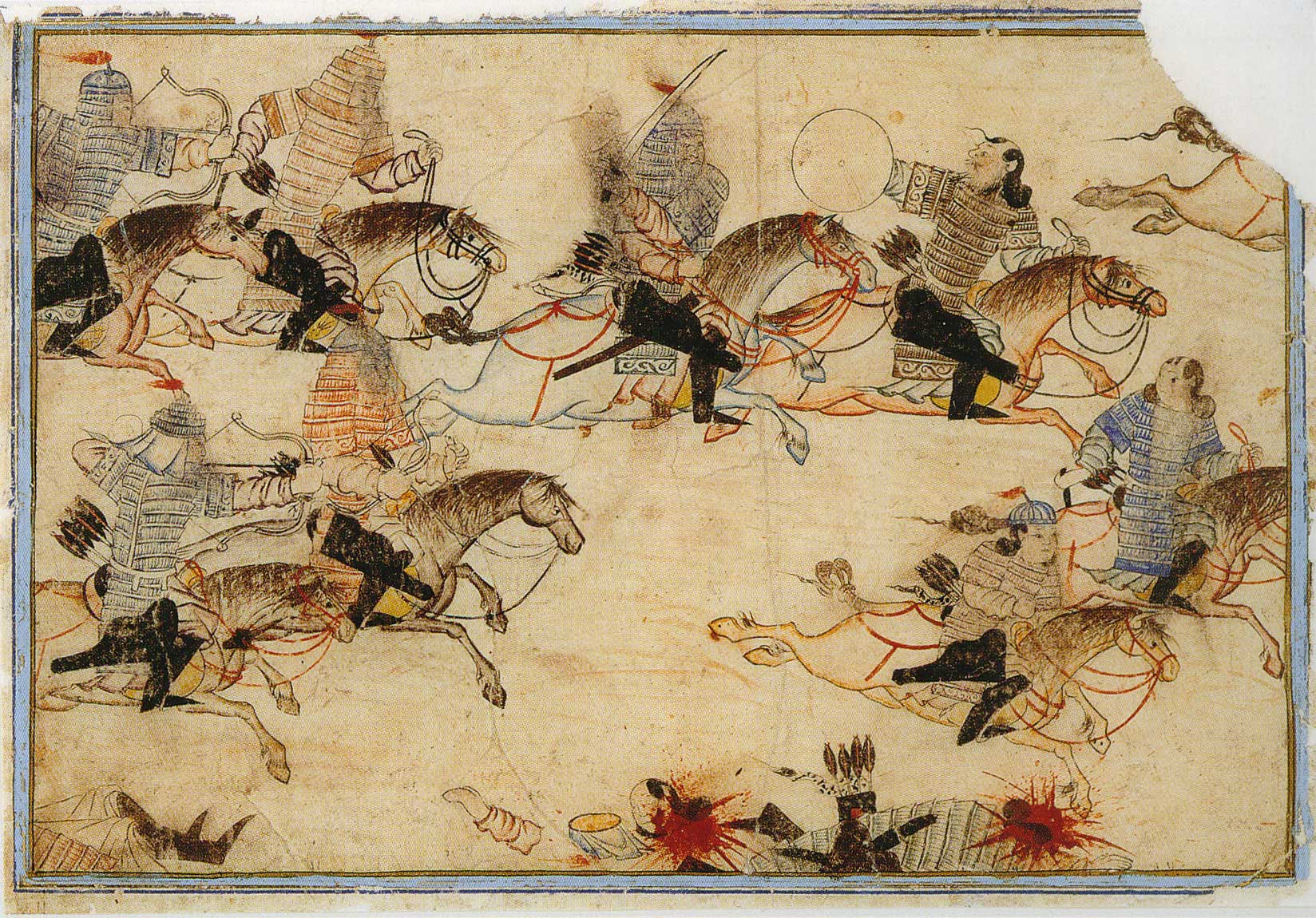
Mongolische Krieger, 14. Jahrhundert

#### Die ersten vier Khagane
Dschingis Khan hatte schon zu Lebzeiten um 1218 nach einem Streit der Prinzen nicht seinen ältesten Sohn Dschötschi, sondern den mittelgeborenen Ögedei zu seinem Nachfolger bestimmt. Er wurde 1229 zum Großkhan gewählt. Sein überraschender Tod 1241 führte in Europa zum Abbruch des Feldzugs Batu Khans.
Ögedeis Nachfolger wurde – nach einer schwierigen Einigung und der Zwischenregentschaft seiner Frau – fünf Jahre später (1246) sein ältester Sohn Güyük. Güyük Khan starb bereits 1248 auf dem Weg zu einer Auseinandersetzung mit seinem Rivalen Batu. Die Regentschaft wurde seiner Witwe Ogul Qaimish übertragen.
Nach dem Tod Güyük Khans unterstützte Batu Khan Möngke Khan als möglichen Großkhan, aber die diesbezüglichen Verhandlungen und Intrigen zogen sich bis 1251 hin. Schließlich wurde er bei Abwesenheit einiger wichtiger Dschingisiden-Prinzen gewählt und festigte seine Macht, indem er die Thronanwärter des Hauses Ögedei nach einer Verschwörung entmachten ließ. Davon waren auch Prinzen des Hauses Tschagatai betroffen. Batu Khan hingegen wurde Möngkes Mitregent.
Möngke übertrug die Kaukasus-Region 1252 an die Goldene Horde. Mit Möngkes Zustimmung folgte Berke seinem Bruder Batu 1255 als Khan der Goldenen Horde. Hülegü übernahm die Macht im Kaukasus und die Eroberung von Bagdad 1258 missfiel Berke, der zum Islam konvertiert war.
Als Möngke Khan 1259 während des Feldzuges gegen die Song-Dynastie bei der Belagerung der Diaoyu-Festung ums Leben kam, war noch kein Nachfolger bestimmt. Mit seinem Tod endete das einheitliche Mongolische Weltreich.
Die territoriale Ordnung zu diesem Zeitpunkt:
- Der Khagan regierte die Mongolei und die angrenzenden Steppengebiete, zusätzlich die meisten Gebiete Ögedeis wie Altai-Gebiet und Dsungarei. Sein Bruder Kubilai regierte in China und sein Bruder Hülegü im Iran
- Der Ögedei-Zweig beherrschte nur noch kleinere Gebiete
- Der Tschagatei-Zweig bestand (geschwächt) in den westlichen Gebieten Zentralasiens
- Der Dschödschi-Zweig herrschte in Osteuropa und der Kiptschaken-Steppe, mit zusätzlichen Rechten in Khwarazm, Buchara und Samarkand, die dem Tschagatei-Zweig entzogen worden waren.[49]

#### Gleichzeitig zwei Khagane
Möngke hatte für die Nachfolge möglicherweise Arigkbugha im Blick gehabt und ihn 1258 zum Befehlshaber Karakorums, der Hauptstadt, gemacht. Große Teile der Familie unterstützten ihn: Berke (Goldene Horde) und Alghu (Tschagatai), der Dschödschi-Zweig und Teile des Ögedei-Zweigs.
Kublai Khan stand für eine wachsende Autonomie der Teilreiche und ließ sich auf einem 1260 selbst einberufenen Kurultai zum Khagan wählen. Er wurde von Hülegü und Kadan (auch Qadan, vom Ögedei-Clan) unterstützt.
Arigkbugha ließ sich auf einem zweiten Kurultai, einem Monat nach Kublai, zum Khagan wählen.
Zu dieser Zeit griffen die Mameluken das Ilkhanat unter Hülegü an und Berke versuchte dies auszunutzen, indem er seinerseits ebenfalls das Ilkhanat angriff – so waren beide neutralisiert.
Arigkbugha war in Karakorum auf Versorgung durch China angewiesen. Kublai nutzte seine Position in Nordchina und schnitt Karakorum von seiner Versorgung ab, während er gleichzeitig in Südchina, gegen die Song-Dynastie, Rückschläge hinnehmen musste.
Die Zweige der Ögedei und der Tschagatei versuchten ihre früheren Rechte wieder zurückzuerhalten, was dem Ögedei-Zweig nur vorübergehend gelang.
Der Krieg war Ende des Jahres 1261 noch unentschieden, als Algui (auch Alghu), der Khan des Tschagatai-Khanats, wegen Tributfragen von Arigkbughas Partei abfiel. Ein Rachefeldzug gegen Algui hatte keinen bleibenden Erfolg. So geschwächt musste Arigkbugha 1263 schließlich kapitulieren. Er wurde in einer Reichsversammlung angeklagt und freigesprochen, blieb danach aber dennoch Kublais Gefangener und starb im Jahre 1266.
Kublai Khan verlegte 1256 bis 1274 seine Hauptstadt schrittweise nach Peking und übernahm Verwaltungspraktiken und Kultur der Chinesen, 1260 wurde er Kaiser Nordchinas. Dabei war er sich der Risiken einer Sinisierung der Mongolen in China durchaus bewusst. Seine Politik brachte ihm die Missbilligung eines bedeutenden Teils des mongolischen Adels ein, da dieser einen in der Steppe lebenden Anführer einem in Peking lebenden „Sohn des Himmels“ vorzog. Die Beziehungen des Kublai Khan zu seinen Dschödschi-Vettern der Goldene Horde blieben distanziert, die zum Khanat Tschagatai waren wiederholt feindselig. Trotz dieser Streitereien konnten die Mongolen die formale Einheit des Reiches noch bewahren.

#### Nachfolgereiche
Diese Entwicklung schwächte die Stellung des Großkhans und führte zu einer Aufteilung des ohnehin lockeren Reichsverbandes in vier Teilreiche:
- das Khanat der Goldenen Horde (Süd-Russland)
- das Tschagatai-Khanat (Zentralasien)
- das Ilchanat (Persien)
- das Reich der Yuan-Dynastie (China)

## Kommunikation

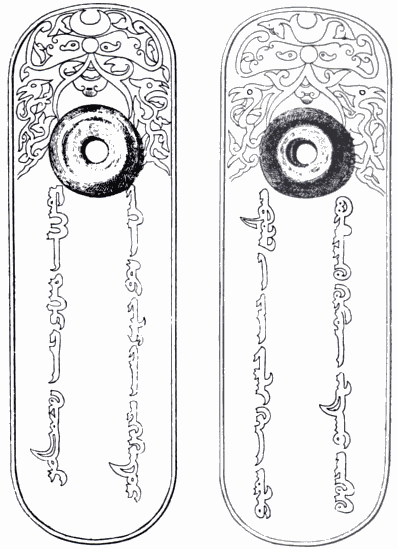
Mongolischsprachige Inschrift auf Païza – verwendet auf dem Territorium der Goldenen Horde

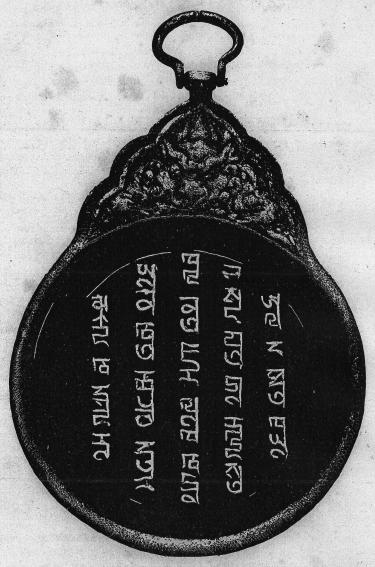
Mongolischsprachig

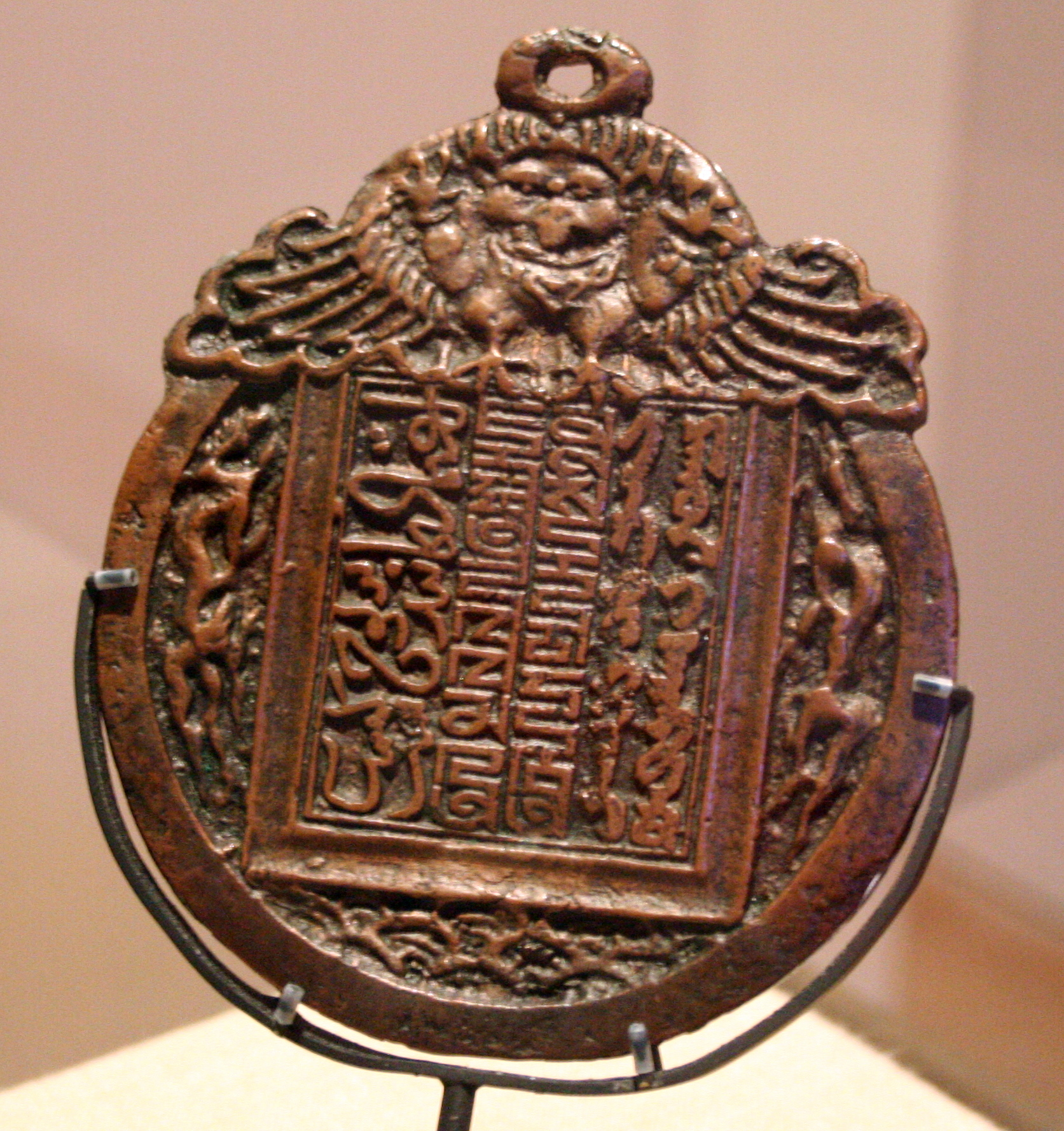
Persisch (links), Mongolischsprachig (Mitte) und Uigurisch (rechts)

Die enorme Fläche des mongolischen Reiches erforderte eine Verbesserung der Kommunikation. Einerseits konnte es sich die jeweilige Regierung des mongolischen Reiches nicht leisten, auf eine effiziente Form der Kommunikation zu verzichten; das mongolische Reich wäre wie andere Reiche, die schnell wuchsen, genauso schnell wieder zerfallen; andererseits war das mongolische Reich zu groß, um es mit einem Straßensystem auszustatten. Daher wurde das Örtöö-System (Mongolisch: Өртөө) geschaffen.
Beobachter aus dem Westen, wie Marco Polo, waren stets besonders vom mongolischen Kommunikationswesen beeindruckt. Auch der Italiener Johannes de Plano Carpini, der Flame Wilhelm von Rubruk und der Böhme Odorich von Portenau berichteten mit großem Staunen darüber. Laut dem US-amerikanischen Historiker David Morgan war die interne Kommunikation die effizienteste Institution des mongolischen Reichs nach seinem Militärwesen.
Das Örtöö-System diente dem Erteilen von politischen und militärischen Befehlen in alle Gebiete des mongolischen Reiches, dem Militärnachrichtendienst, dem Personentransport (insbesondere dem von mongolischen Adeligen), aber vereinzelt auch dem Transport von Gütern (insbesondere zwischen China und der Mongolei). Es wurde erst von Dschingis Khans Nachfolgern, vermutlich Ögedei Khan, aufgrund der inzwischen schier unüberwindbaren Distanzen innerhalb des mongolischen Reiches geschaffen. Es handelte sich formell zwar um eine militärische und damit mongolische Institution; die dafür erforderlichen Pferde und Versorgungsgüter mussten aber von der lokalen – auch nichtmongolischen – Bevölkerung zur Verfügung gestellt werden. Eine der Besonderheiten lag darin, dass die Versorgungsposten des Örtöö-Systems nicht nach dem (erwarteten) Bedarf ausgestattet wurden, sondern immer und in jedem Fall ausgestattet sein mussten. So funktionierte das System auch immer dann, wenn es überraschend in Anspruch genommen wurde. Die von den Mongolen durchgeführten Volkszählungen dienten unter anderem der Ermittlung der Abgabenpflicht für das Örtöö-System.
Das System bestand aus einem Netz von Versorgungsposten, die in einem Abstand eines Tagesritts voneinander entfernt errichtet waren; laut mehrerer Quellen, darunter Marco Polo, betrug der Abstand in der Regel zwischen 40 und 50 km, in schwierigem Terrain weniger. Jeder Posten musste stets genügend Pferde, Wasser, Futter und Nahrung auf Lager haben. Diese Ressourcen durften nur von Reisenden in Anspruch genommen werden, die sich gegenüber dem Postenpersonal durch eine Tafel (Paiza, mongolisch Пайз, persisch پایزه, chinesisch 牌子) ausweisen konnten. Diese bestand je nach Wichtigkeit des Reisenden aus Gold, Silber oder aber auch Holz. Bei Konflikten über die Inanspruchnahme von Ressourcen entschied der Rang des Reisenden. Die Verwendung des Örtöö-Systems war gesetzlich geregelt, Missbrauch wurde streng geahndet.
Laut dem persischen Gelehrten Raschīd ad-Dīn konnten innerhalb des mongolischen Reiches dank des Örtöö-System mehr als 300 km pro Tag zurückgelegt werden; Marco Polo spricht gar von 500 km am Tag. Zur weiteren Optimierung informierte der Reisende den nächsten Versorgungsposten mit einem speziellen Horn vorab von seiner Ankunft. Das Postenpersonal bereitete daraufhin das oder die Pferde vor, und der Reisende konnte ohne Pause weiterreiten. Manche Posten waren zusätzlich mit eigenen Läufern ausgestattet. Die persischen Posten hatten laut Raschīd ad-Dīn beispielsweise stets jeweils zwei Läufer.
Paiza wurden in mehreren Sprachen (Mongolisch, Persisch, Uigurisch) in allen Teilen des mongolischen Reiches gefunden, auch auf dem Gebiet der Goldenen Horde (in der heutigen Ukraine) – also jenem der vier Khanate, in die sich das mongolische Reich nach dem Tod Dschingis Khans gliederte, das sich am wenigsten loyal zum jeweiligen mongolischen Großkhan verhielt. Das Örtöö-System deckte demnach nicht bloß den Fernen wie auch Nahen Osten und Europa ab, sondern leistete auch einen Beitrag zum Zusammenhalt des späten mongolischen Reiches.
Während es im Fernen Osten bis ins 14. Jahrhundert tadellos funktionierte, dürfte es im Nahen Osten im Laufe der Zeit zunehmend missbraucht und infolgedessen ineffizient geworden sein.

## Folgen der Mongolenherrschaft

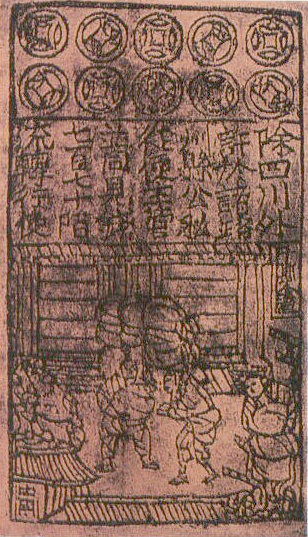
Jiaozi (chin. 交子), Papiergeld der Song-Dynastie (960–1279)

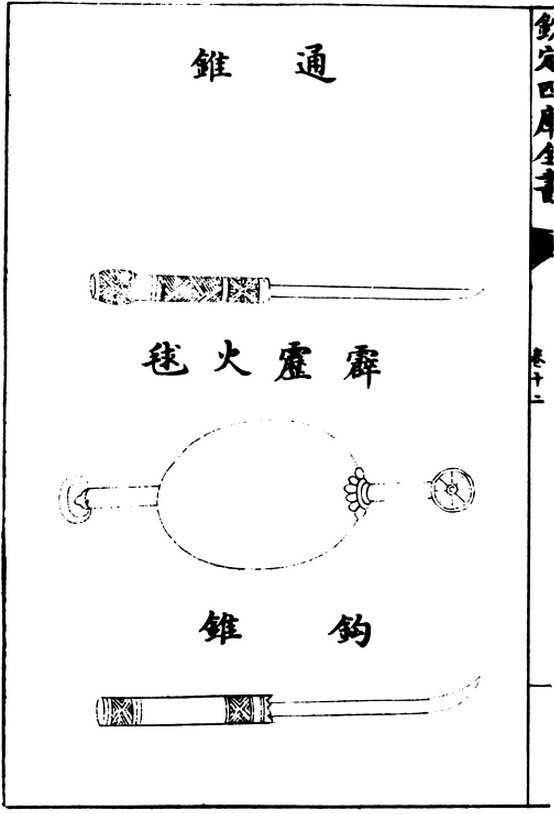
Beschreibung einer Bombe im Wu Jing Zong Yao (chin. 武經總要) ein 1044 erstelltes Werk über Militärtechniken der damaligen Zeit

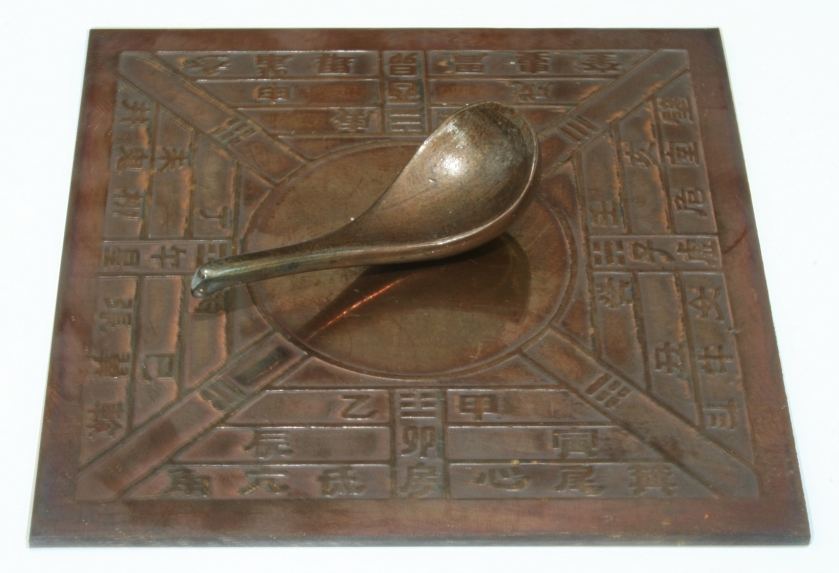
Modell eines Kompass der Han-Dynastie (206 v. Chr. – 220 n. Chr.)

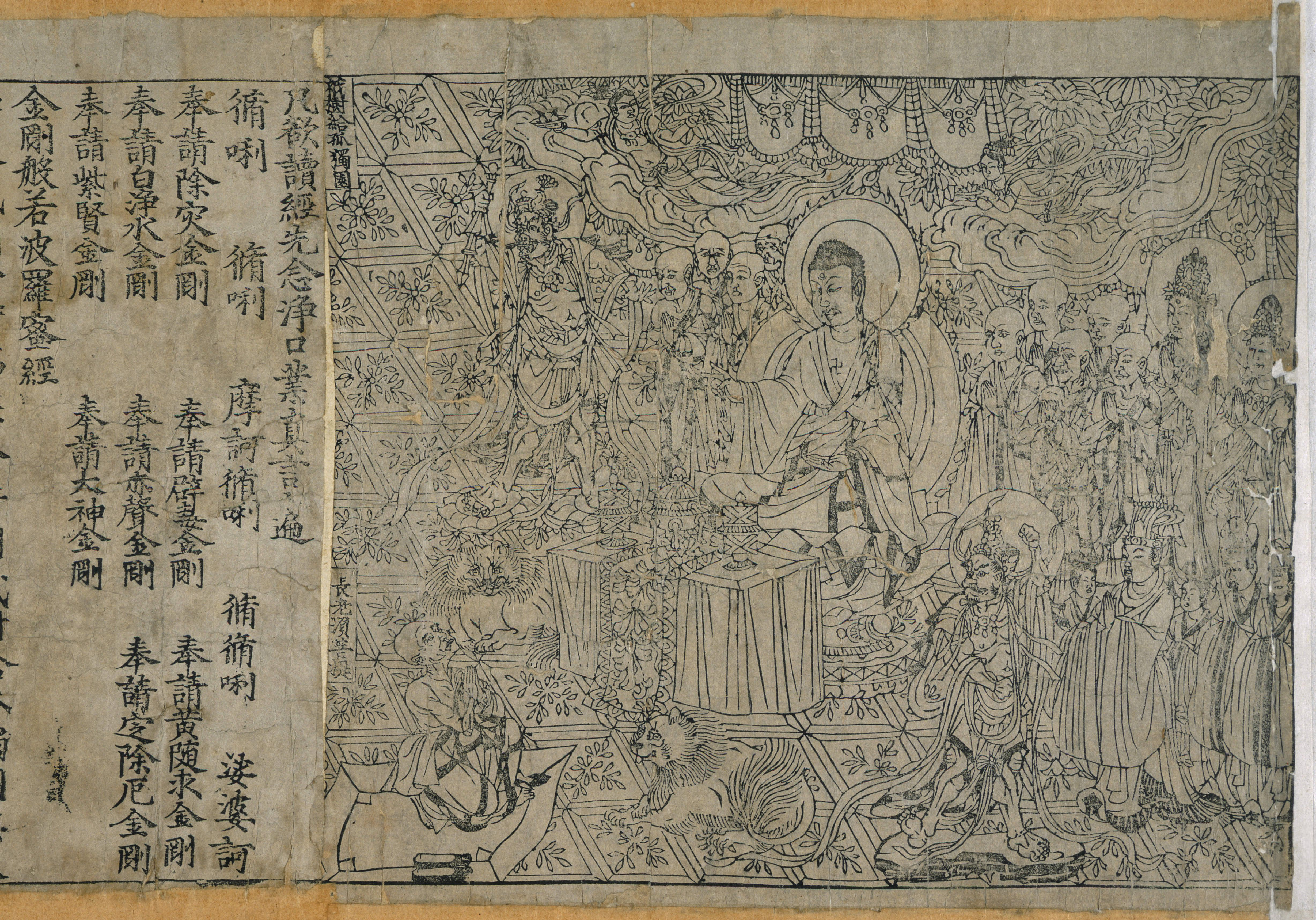
Deckblatt des Diamant-Sutra, ältestes mit Sicherheit datiertes Exemplar eines gedruckten Buches (868 n. Chr.)

### Chronik der Mongolen vom 13. bis 18. Jahrhundert

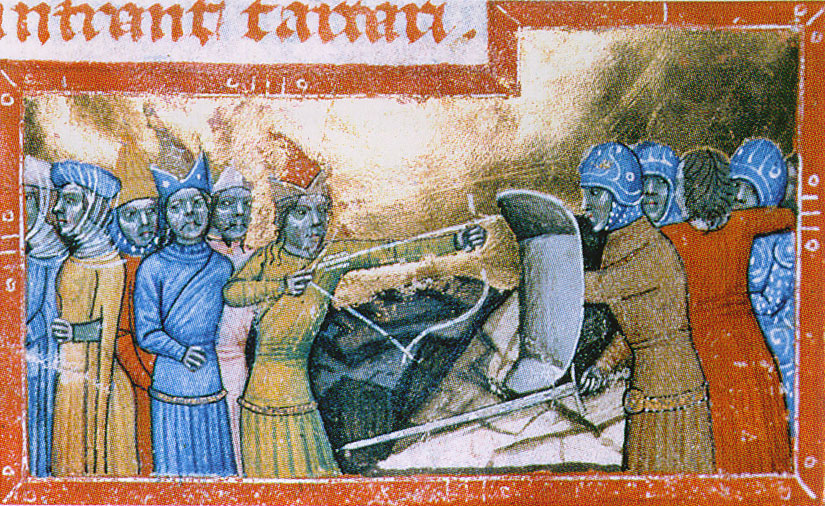
Mongolensturm, 1285

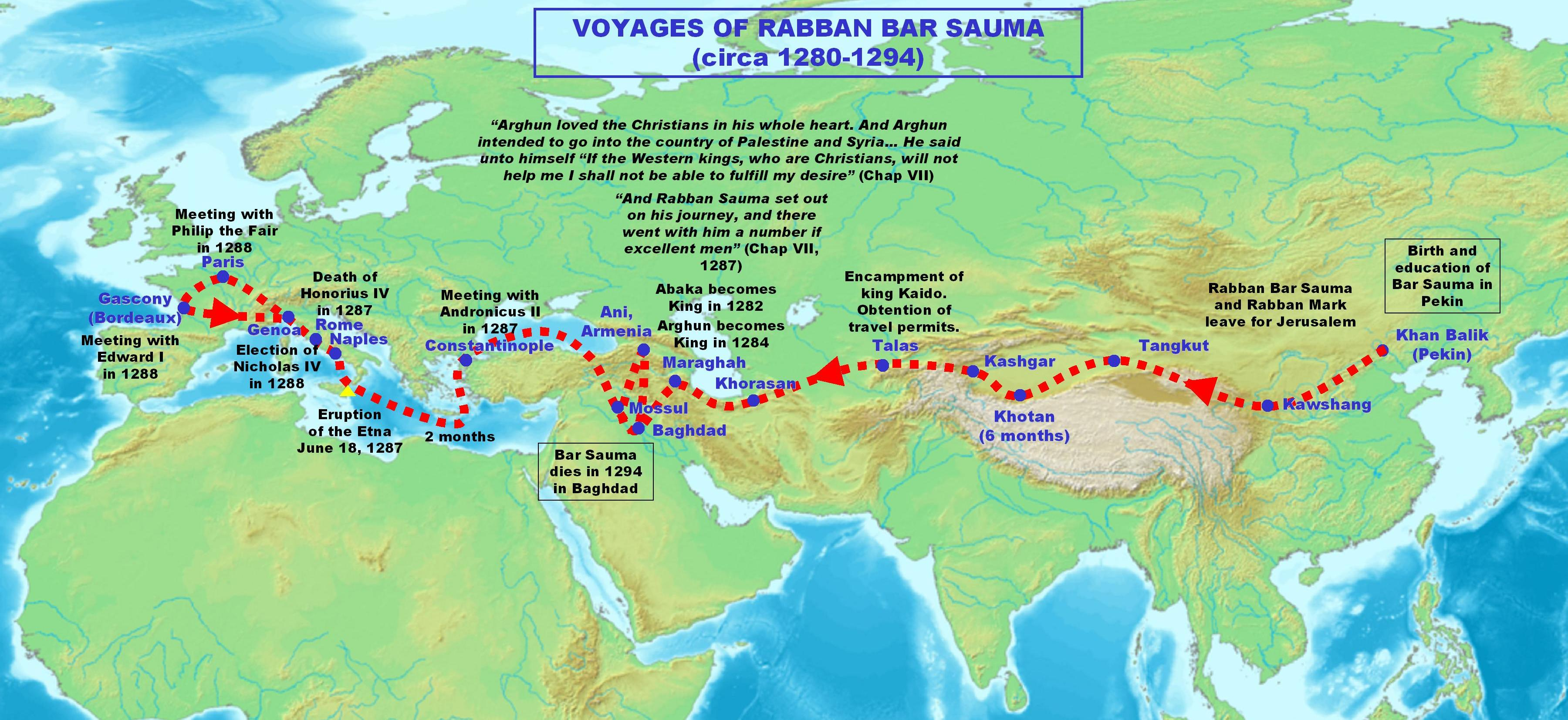
Reiseroute des Rabban Bar Sauma

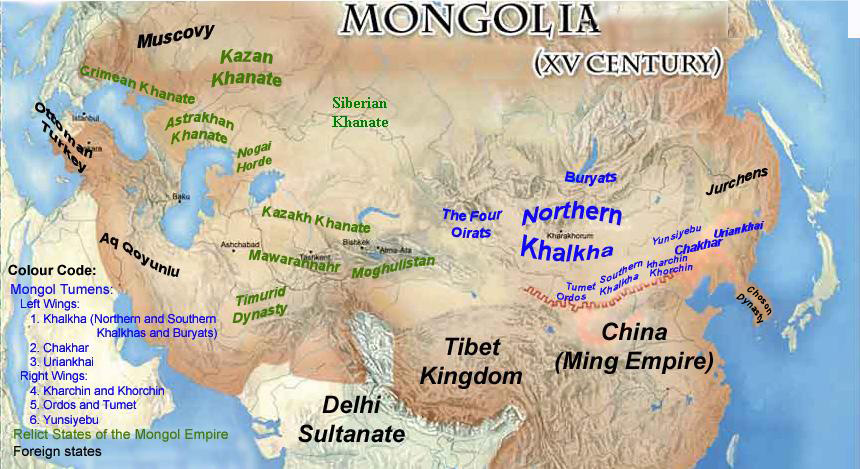
Reste des Mongolenreiches (brauner Hintergrund) vor 1500. Grüne Schrift: Nachfolgestaaten, alle inzwischen turksprachig und (außer dem Khanat Sibir) auch islamisiert. Blaue Schrift: Mongolische Stammesverbände, „The Four Oirats“ steht für „Dörben Oirat“. Schwarze Schrift: andere Staaten und Völker.